# 2ch.net
2ch.net (яп. 2ちゃんねる ни тяннэру) — текстборд на японском языке, основанный в 1999 году. В 2004 году считался самым большим web-форумом в мире. В 2008 году его создатель, Нисимура Хироюки, заявил в интервью журналу Wired о том, что его доходы от форума составляют примерно 100 миллионов иен (примерно 35 миллионов рублей) в год.

## Цифры
На форуме были зарегистрированы примерно 10 миллионов пользователей. В рейтинге Alexa форум занимал 15-е место в категории «Самые посещаемые сайты Японии» (для сравнения — Википедия занимала восьмое, Google — третье место в этой категории). Одно из крупнейших рекламных агентств в мире, японская компания Dentsu, организовало специальный отдел, сотрудники которого постоянно читали 2channel в поисках тенденций в интересах его участников, делая из этого выводы.

## 2chan.net и 2channel
Основанный на схожих идеях имиджборд 2chan.net, Futaba Channel, вдобавок к анонимности позволяет отсылать сообщения с присоединённой к нему картинкой. Набор реализующих 2chan.net скриптов futaba используется и на других сайтах, существует множество так называемых «-чанов» — имиджборд на скрипте futaba или аналогичных ему. 2chan.net и 2channel часто путают, хотя это разные сайты.